# 동녕단결유적
동녕단결유적(東寧團結遺蹟)은 중국 흑룡강성 동녕현 단결촌에 위치한 발해의 집터이다.
1977년에 중국의 동녕고고대(東寧考古隊)가 발국조사를 진행했으며, 발해 문왕이 상경으로 천도한 이후 이루어진 곳으로 추정된다.